# Mehlingen
Mehlingen é um município da Alemanha localizado no distrito de Kaiserslautern, estado da Renânia-Palatinado.
Pertence ao Verbandsgemeinde de Enkenbach-Alsenborn.